# Trichostachys aurea
Trichostachys aurea är en måreväxtart som beskrevs av William Philip Hiern. Trichostachys aurea ingår i släktet Trichostachys och familjen måreväxter. Inga underarter finns listade i Catalogue of Life.